# Semiothisa atriclathrata
Semiothisa atriclathrata là một loài bướm đêm trong họ Geometridae.